# 히라바리역
히라바리역(일본어: 平針駅, ひらばりえき)은 일본 아이치현 나고야시 덴파쿠구에 위치한 철도역이다.

## 타는 곳
상대식 승강장 2면 2선 지하역. 출입구는 2개이다.
| 1 | ■ 쓰루마이 선 | 아카이케·도요타 시 방면         |
| 2 | ■ 쓰루마이 선 | 후시미·가미오타이·이누야마 방면 |

## 역세권 정보
- 히라바리 버스터미널
- 아키바라 산
- 나고야 기념병원
- 나고야 히라바리 우체국
- 국도 제302호선
- 아이치 현도 56호선

## 이용 현황
- 2004년 - 7,386명
- 2005년 - 7,729명
- 2006년 - 7,935명
- 2007년 - 8,002명
- 2008년 - 7,989명
- 2009년 - 7,770명

## 역사
- 1978년 10월 1일: 영업 개시.

## 인접역
| 나고야 지하철 ■ 쓰루마이 선 | 나고야 지하철 ■ 쓰루마이 선 | 나고야 지하철 ■ 쓰루마이 선 |
| --------------------------- | --------------------------- | --------------------------- |
| T 18 하라 가미오타이 방면   |                             | T 20 아카이케 아카이케 방면 |